# Hatzenbühl

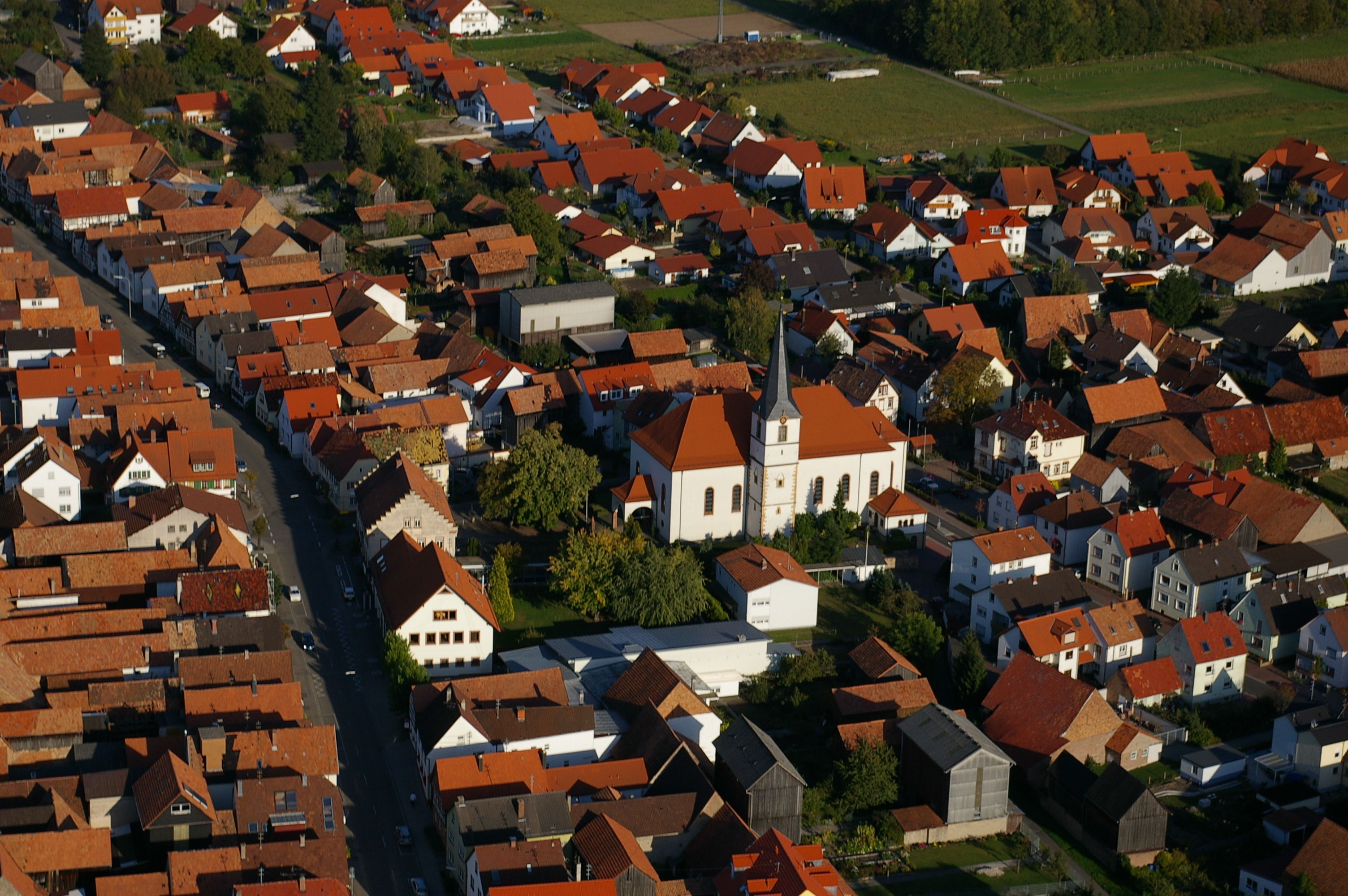
Hatzenbühl

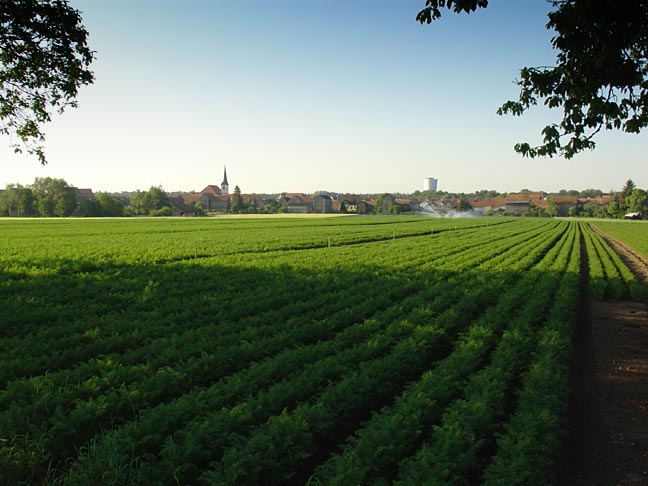
Hatzenbühl, Ansicht von Norden

Hatzenbühl ist eine Ortsgemeinde im Landkreis Germersheim in Rheinland-Pfalz. Sie gehört der Verbandsgemeinde Jockgrim an. Hatzenbühl ist Deutschlands ältester Tabakanbauort.

## Geographie

### Geographische Lage
Hatzenbühl liegt im Süden der Pfalz, zwischen dem Pfälzerwald und dem Rhein auf dem linken Ufer des Erlenbaches und am nördlichen Rand des Bienwalds. Zu Hatzenbühl gehört zusätzlich der Wohnplatz Untermühle. Der Erlenbach bildet größtenteils die südliche Grenze der Gemeindegemarkung. Am östlichen Siedlungsrand nimmt er von links den Feldlachgraben auf, der mitten durch die Bebauung fließt.
Die Gemarkung Hatzenbühl ist Teil des Naturraums Mühlhofen-Rheinzaberner Riedel.

### Nachbargemeinden
Nachbargemeinden von Hatzenbühl – im Osten beginnend im Uhrzeigersinn – sind Rheinzabern, Jockgrim, Kandel, Erlenbach, Hayna und Herxheim.

## Geschichte

### Mittelalter und frühe Neuzeit
Am 3. März 1272 wurde Hatzenbühl erstmals in einer Urkunde erwähnt. Gotische Bauformen am ca. 1290 erbauten Kirchturm zeigen, dass das Dorf schon früher entstanden ist. Hatzenbühl wurde vermutlich zeitgleich mit Jockgrim in der Zeit zwischen 1180 und 1200 besiedelt. Andere Quellen gehen von seiner früheren Besiedlung um das Jahr 1050 aus.
Hatzenbühl entstand als sogenannte Ausbausiedlung auf der Urgemarkung von Herxheim. Erst in einer Urkunde von 1366 ist von einem selbständigen Dorf die Rede.
Hatzenbühl gehörte früher zum Oberamt Lauterburg des Hochstifts Speyer.
Um 1618 hatte Hatzenbühl etwa 270 Einwohner und war somit für damalige Verhältnisse ein größeres Dorf. Doch der Dreißigjährige Krieg brachte 1636 den Untergang des Dorfes. Eine Feuersbrunst vernichtete mit Ausnahme der Kirche, des Rathauses und zweier Scheunen alle Gebäude. In der Folge war der Ort fast 30 Jahre unbewohnt. Drei Versuche der Wiederbesiedlung nach Ende des Krieges scheiterten nicht zuletzt durch neuerliche Kriegswirren. Dem vierten Anlauf war mehr Glück beschieden – im Jahre 1680 waren wieder 42 Familien in Hatzenbühl ansässig.
Die Friedenszeit sollte nicht lange währen. Der Spanische Erbfolgekrieg 1701–1714 hinterließ auch in Hatzenbühl seine Spuren. Die Stadt Landau wurde im Verlaufe des Krieges vier Mal belagert. So gab es Feldlager, mal von deutschen, mal von französischen Soldaten mit den „üblichen“ Fouragierungen. Auch musste Winterquartier gestellt werden. Als hätte das nicht schon genug Not unter die Bewohner gebracht, zwei Raubplünderungen kamen hinzu. Pfarrer Kelle schreibt in seinem Pfarrbuch, die von so viel Not, Angst und Elend drangsalierten Menschen konnten die Zeit des anschließenden Friedens kaum fassen.
Das Oberamt Lauterburg und somit auch Hatzenbühl gehörte ab 1673 de facto zu Frankreich. Durch die Zugehörigkeit zu Frankreich zeigten die Turbulenzen der französischen Revolution auch in der Pfalz und in Hatzenbühl ihre Auswirkungen. Von 1798 bis 1814, als die Pfalz Teil der Französischen Republik (bis 1804) und anschließend Teil des Napoleonischen Kaiserreichs war, war die Gemeinde in den Kanton Kandel eingegliedert.

### Seit 1815
Nach kurzer Übergangszeit (1815–1816) unter österreichischer Verwaltung kamen die Orte des Oberamtes Lauterburg mit der restlichen Pfalz als Rheinkreis und spätere Pfalz zum Königreich Bayern. Von 1818 bis 1862 gehörte der Ort dem Landkommissariat Germersheim an; aus diesem ging das Bezirksamt Germersheim hervor. Seit 1939 ist Hatzenbühl Bestandteil des Landkreises Germersheim.
Nach dem Krieg wurde Freckenfeld innerhalb der französischen Besatzungszone Teil des damals neu gebildeten Landes Rheinland-Pfalz. Im Zuge der ersten rheinland-pfälzischen Verwaltungsreform wurde die Gemeinde 1972 in die neu gebildete Verbandsgemeinde Kandel eingegliedert.

## Bevölkerung

### Einwohnerentwicklung
Wenn nicht gesondert aufgeführt, ist die Quelle der Daten das Statistische Landesamt Rheinland-Pfalz.
Eine direkte Folge der immer wiederkehrenden Kriege, ebenso zusätzlich Missernten und ein sandiger Boden in einer vergleichsweise kleinen Gemarkung zwangen viele Dorfbewohner im 18. und 19. Jahrhundert zur Auswanderung. Ziele der Auswanderung waren unter anderem Amerika (ab 1709) und Russland (ab 1762). Ende des 19. Jahrhunderts zogen außerdem viele nach Ludwigshafen am Rhein, wo in Form der BASF neue Arbeitsplätze entstanden, Germersheim und den rechtsrheinischen Gebieten.
| Jahr | Einwohner |
| ---- | --------- |
| 1802 | 771       |
| 1815 | 949       |
| 1835 | 1047      |
| 1849 | 1029      |
| 1861 | 1062      |
| 1871 | 1101      |
| 1905 | 1329      |

| Jahr | Einwohner |
| ---- | --------- |
| 1939 | 1519      |
| 1950 | 1602      |
| 1965 | 2019      |
| 1970 | 2252      |
| 1975 | 2353      |
| 1980 | 2331      |
| 1985 | 2328      |

| Jahr | Einwohner |
| ---- | --------- |
| 1990 | 2447      |
| 1995 | 2553      |
| 2000 | 2674      |
| 2005 | 2728      |
| 2010 | 2891      |
| 2013 | 2861      |

### Konfessionsstatistik
2012 waren 61,7 % der Einwohner katholisch und 12,6 % evangelisch. Die übrigen 25,7 % gehörten einer anderen Glaubensgemeinschaft an oder waren konfessionslos. Der Anteil der evangelischen und katholischen Kirchenmitglieder an der Gesamtbevölkerung ist seitdem gesunken. Mit Stand Juli 2025 waren von den Einwohnern 46,6 % katholisch, 12,1 % evangelisch und 41,3 % konfessionslos oder gehörten einer anderen Glaubensgemeinschaft an.
Im Jahr 1871 waren von insgesamt 1101 Einwohnern 1097 katholisch und 4 evangelisch.

## Politik

### Gemeinderat
Der Gemeinderat in Hatzenbühl besteht aus 20 Ratsmitgliedern, die bei der Kommunalwahl am 9. Juni 2024 in einer personalisierten Verhältniswahl gewählt wurden, und dem ehrenamtlichen Ortsbürgermeister als Vorsitzendem.
Die Sitzverteilung im Gemeinderat:
| Wahl | SPD | CDU | FDP | FWG | BfH | H | UWG | Gesamt   |
| ---- | --- | --- | --- | --- | --- | - | --- | -------- |
| 2024 | 2   | 6   | –   | 3   | 3   | 6 | –   | 20 Sitze |
| 2019 | 2   | 7   | 3   | 3   | 3   | – | 2   | 20 Sitze |
| 2014 | 2   | 8   | 2   | 4   | 2   | – | 2   | 20 Sitze |
| 2009 | 3   | 9   | –   | 3   | 3   | – | 2   | 20 Sitze |
| 2004 | 4   | 8   | –   | 3   | 3   | – | 2   | 20 Sitze |

- FWG = Freie Wählergruppe Hatzenbühl e. V.
- BfH = Bürger für Hatzenbühl e. V. (2019: Wählergruppe Müller)
- H = Hatzebehl e. V.
- UWG = Unabhängige Wählergruppe Hatzenbühl e. V.

### Bürgermeister
Steffen Scherer (Hatzebehl e. V.) wurde am 16. Juli 2024 Ortsbürgermeister von Hatzenbühl. Bei der Stichwahl am 23. Juni hatte er sich mit einem Stimmenanteil von 59,6 % durchgesetzt, nachdem bei der Direktwahl am 9. Juni 2024 keiner der ursprünglich drei Kandidaten eine ausreichende Mehrheit erreicht hatte.
Scherers Vorgänger Karlheinz Henigin (CDU) hatte das Amt im August 2004 übernommen und kandidierte 2024 nicht erneut.

### Wappen
| Wappen von Hatzenbühl | Blasonierung: „In Silber auf grünem Boden der heilige Wendelin als Hirte, barhäuptig und barfüßig in blauem Kittel, mit silbernem Nimbus und umgehängter goldener Hirtentasche, in der Rechten eine goldene Schäferschippe mit silbernem Eisen, zu seinen Füßen eine goldene Königskrone. Der Wappenschild ist beseitet von den schwarzen Großbuchstaben S und W.“ |
| Wappen von Hatzenbühl | Es wurde 1924 vom Bayerischen Staatsministerium des Innern genehmigt und geht zurück auf ein Gerichtssiegel aus dem Jahr 1721. |

### Gemeindepartnerschaften
Saint-Martin-Belle-Roche ist seit 1988 offizielle Partnergemeinde von Hatzenbühl. Die Gemeinde liegt im französischen Weinbaugebiet Burgund und hat etwa 1200 Einwohner. Der Freundeskreis Hatzenbühl organisiert regelmäßige Kontakte im privaten und öffentlichen Bereich.

## Kultur und Sehenswürdigkeiten

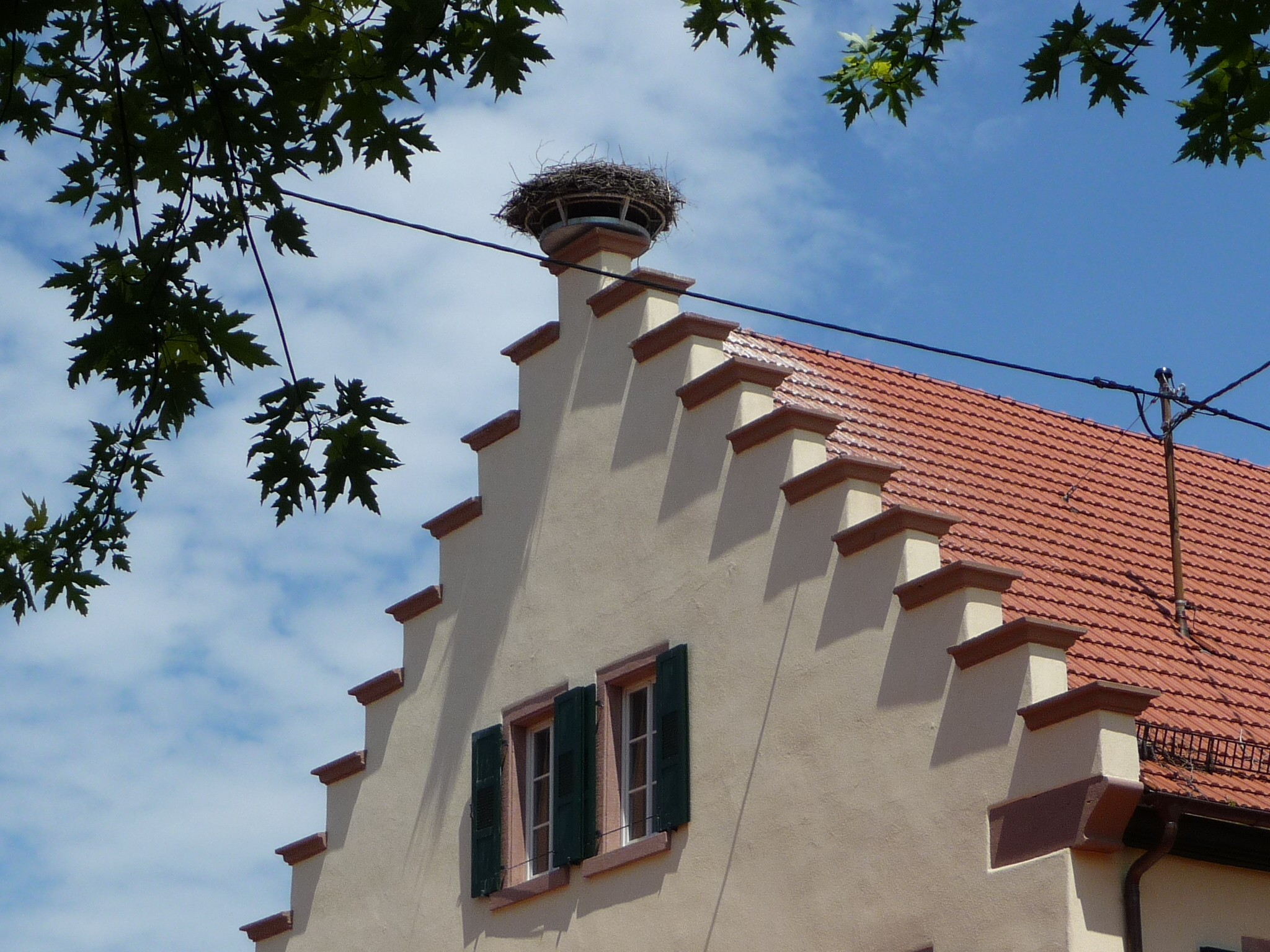
Storchennest
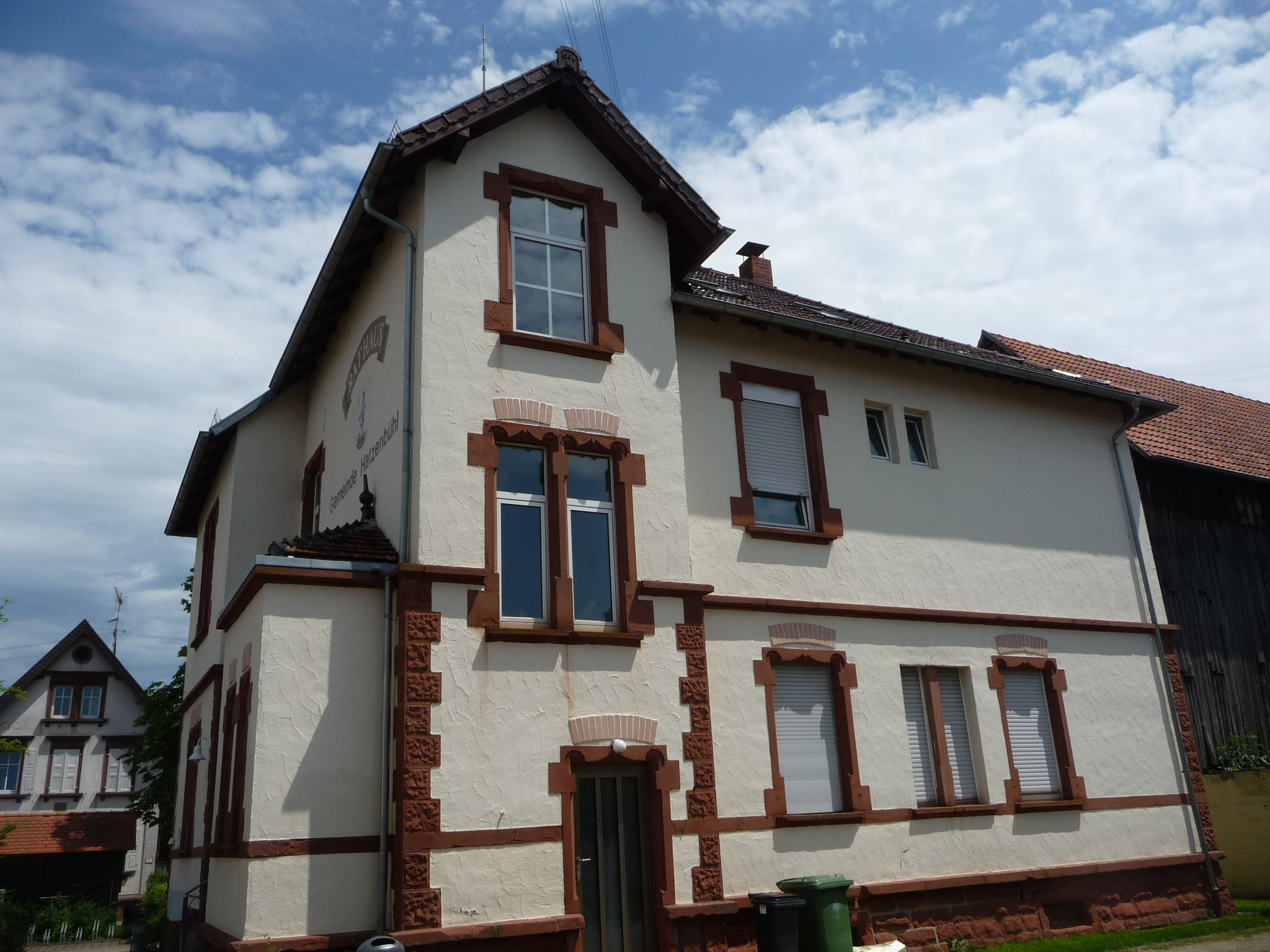
Rathaus
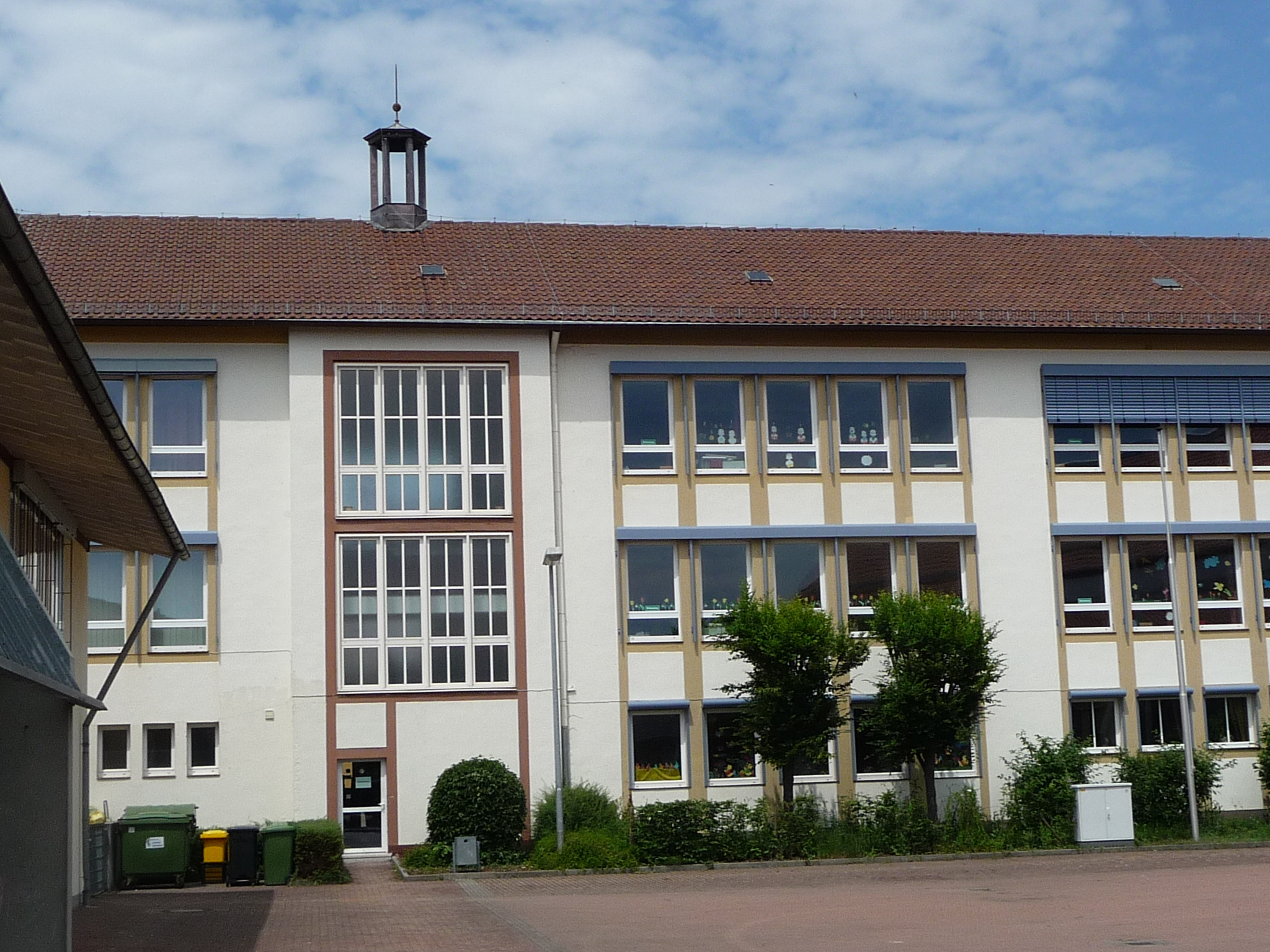
Schule
Kirchturm
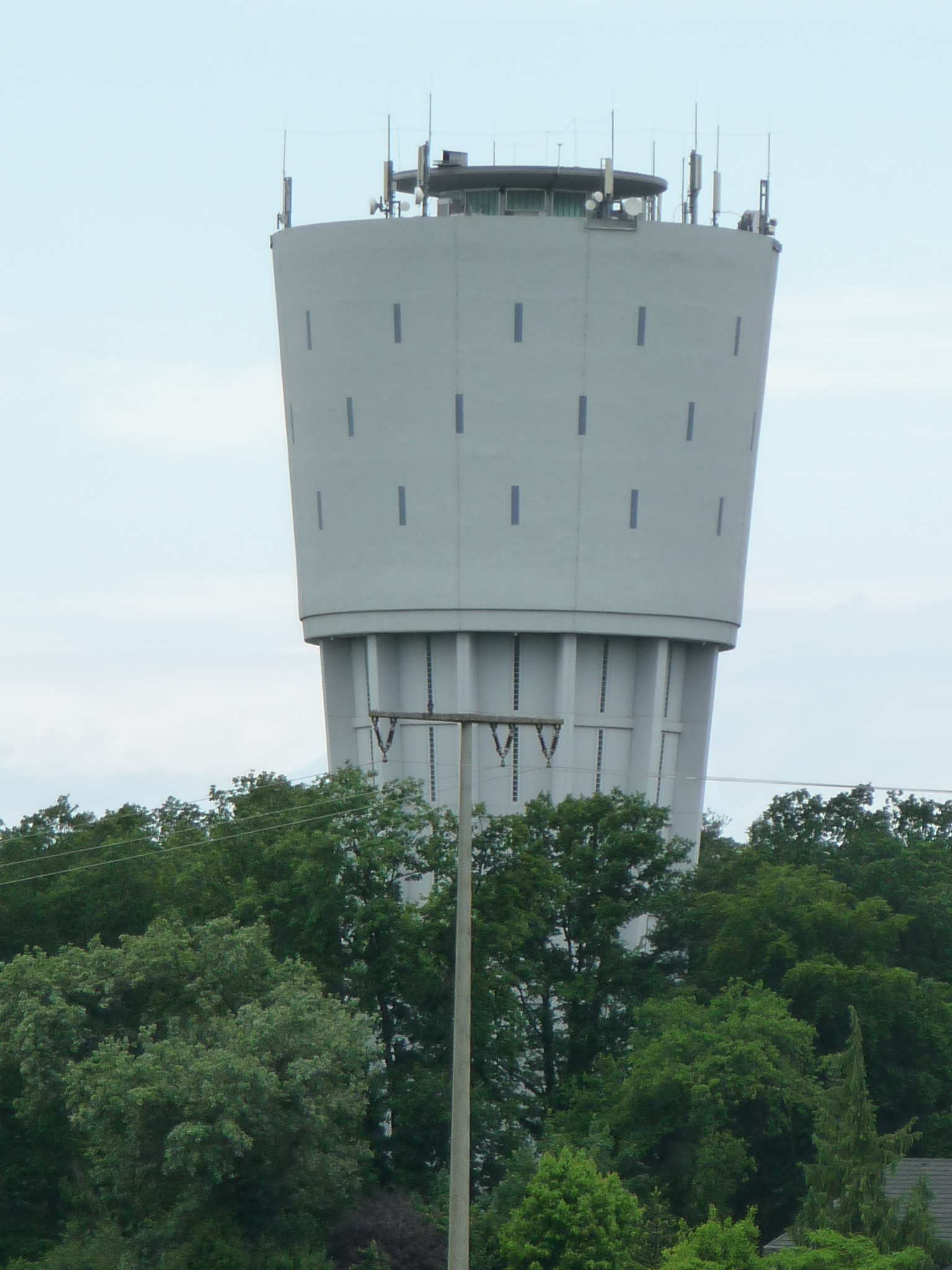
Wasserturm

### Kulturdenkmäler
Die Luitpoldstraße ist als Denkmalzone ausgewiesen.
Hinzu kommen insgesamt 22 Einzelobjekte, die unter Denkmalschutz stehen, darunter die katholische Kirche St. Wendelin. Deren Turm gilt als Wahrzeichen von Hatzenbühl; seine Grundmauern wurden Ende des 13. Jahrhunderts errichtet.

### Sonstige Bauwerke
Vor Ort befindet sich der 1967 bis 1969 erbaute Wasserturm. Dieser ist mit einer Höhe von 50 Metern das höchste Gebäude des Dorfes.

### Natur
Das EU-Vogelschutzgebiet Bienwald und Viehstrichwiesen erstreckt sich unter anderem über die Gemeinde.

## Wirtschaft und Infrastruktur

Tabakschuppen vor Ort

### Wirtschaft
Der Hatzenbühler Pfarrer Anselmann pflanzte 1573 in seinem Garten das erste Mal in Deutschland Tabak an. Den Samen erhielt er wahrscheinlich aus Lothringen oder dem Elsass. Ob er den Tabak als Zier- oder Heilpflanze betrachtete, ist unbekannt. Wirtschaftliche Bedeutung bekam der Tabakanbau ab dem 18. Jahrhundert. Vierhundert Jahre nach dem erwähnten ersten Anbau im Pfarrgarten war Hatzenbühl im Jahre 1973 mit 265 ha Tabakanbaufläche sowohl die älteste als auch die größte Anbaugemeinde Deutschlands. Weithin sichtbares Zeichen des Tabakanbaus sind die zahlreichen Tabaktrockenschuppen, in denen der Tabak nach der Ernte getrocknet wird. In Hatzenbühl haben sich vor allem an der Nordseite und in der Ortsmitte noch viele Schuppen erhalten.
Die Gemeinde gehört zum Geschäftsgebiet der VR Bank Südliche Weinstraße-Wasgau. Zudem hat die Genossenschaft Pfalzmarkt einen Standort in der Gemeinde. Seit 2017 existiert vor Ort der Windpark Hatzenbühl.

### Verkehr

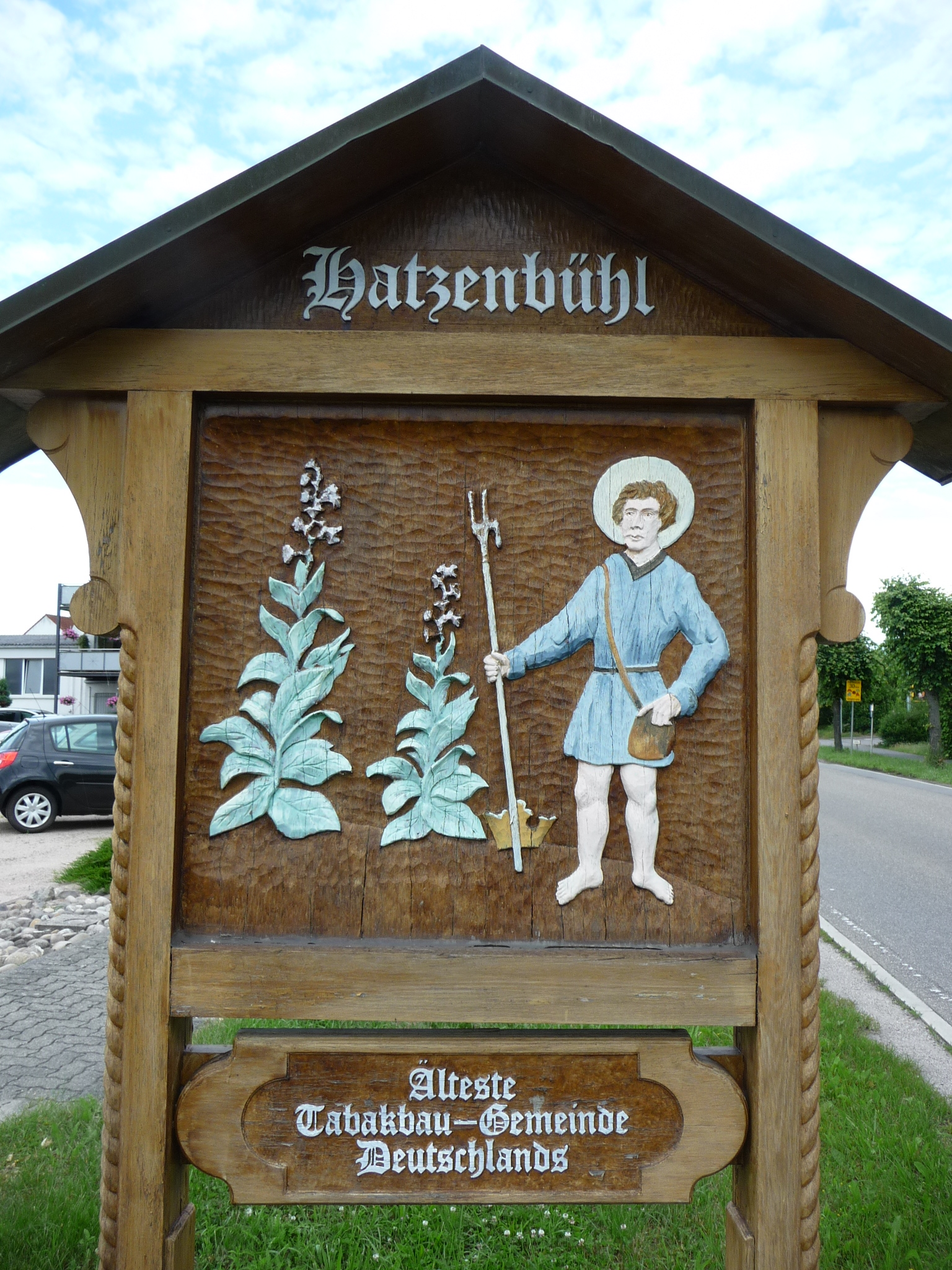
Hinweis am Ortseingang

Westlich von Hatzenbühl verläuft die Bundesautobahn 65 und östlich die Bundesstraße 9. Nächstgelegene Bahnhöfe sind in Rheinzabern an der Bahnstrecke Schifferstadt–Wörth und in Kandel an der Bahnstrecke Winden–Karlsruhe.
Durch die Gemeinde verlaufen die Kreisstraßen 10 und 11, die sich in der Ortsmitte kreuzen. Erstere führt von Herxheim nach Jockgrim und letztere von Hayna nach Rheinzabern. Durch den äußersten Osten der Gemarkung verläuft außerdem die Landesstraße 549

### Bildung
Im Ort gibt es eine Grundschule, eine Volkshochschule, eine Gemeinde- und eine Pfarrbücherei.

### Behörden
Die Gemeinde gehört zum Zuständigkeitsbereich des Amtsgericht Kandel.

### Tourismus
Vor Ort existiert ein Tabakrundweg.

## Persönlichkeiten

### Ehrenbürger
- Peter Josef Ohmer (1881–1968), 1927–1949 Pfarrer in Hatzenbühl und 1930 Erbauer der dritten Hatzenbühler Kirche. Ehrenbürgerschaft verliehen 1954[13]
- Adolf Wünstel 1. (1892–1974), langjähriger Bürgermeister und Mitglied der Beratenden Landesversammlung Rheinland-Pfalz, Träger des Bundesverdienstkreuzes. Ehrenbürgerschaft verliehen 1969[14]

### Personen, die vor Ort gewirkt haben

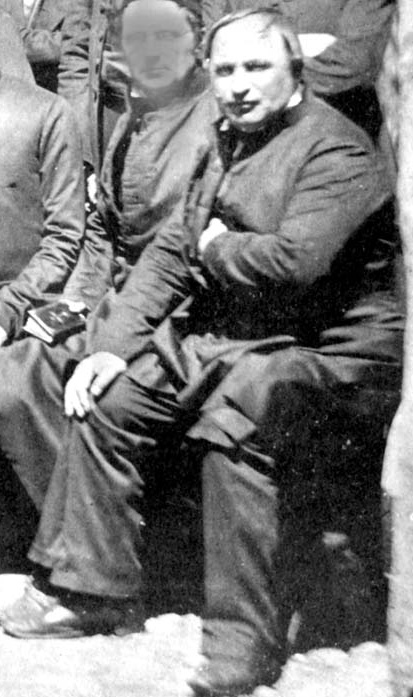
Pfarrer Michael Frey, um 1840

- Hartung Fuchs von Dornheim (~1450–1512),  Hofmeister und Diplomat im Dienst der Fürstbischöfe von Speyer, war von 1505 bis zu seinem Tod Inhaber des Mannlehen zu Hatzenbühl
- Michael Frey (1788–1854), Pfarrer in Hatzenbühl von 1826 bis 1853. Er gilt neben Franz Xaver Remling (1803–1873) und Johann Georg Lehmann (1797–1876) als der bedeutendste pfälzische Historiker seiner Zeit. Er verfasste u. a. das vierbändige Geschichtswerk Versuch einer geographisch-historisch-statistischen Beschreibung des königlich bayerischen Rheinkreises (Speyer, 1836/37). Nach dem Zweiten Weltkrieg wurde die Hindenburgstraße in Pfarrer-Frey-Straße umbenannt.
- Ingrid Persohn verh. Weigel (* 1952), Radsportlerin und dreifache Deutsche Meisterin, Gemeinderatsmitglied